# Tribunal da relação

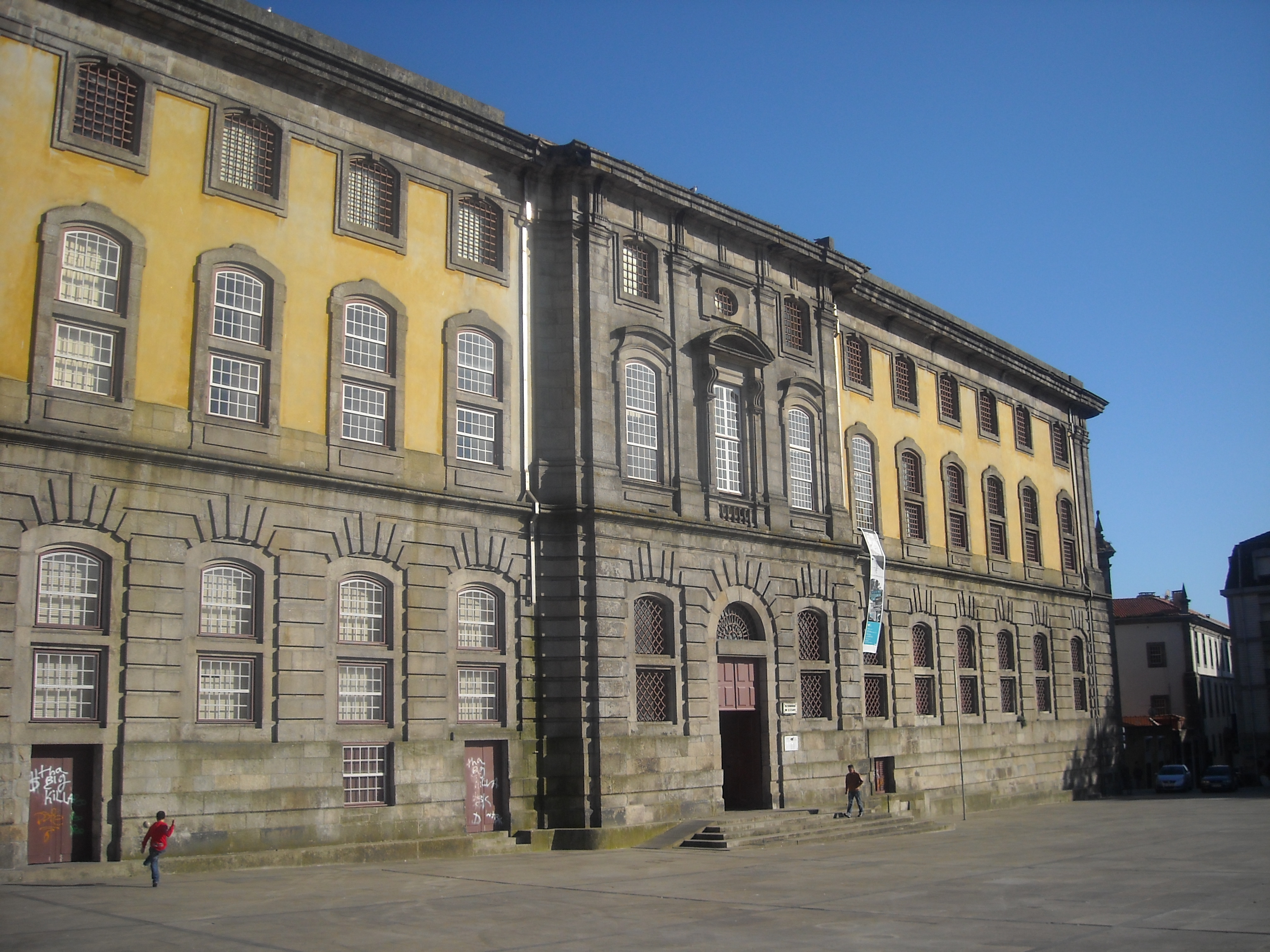
Antigo edifício da Relação do Porto, construído no século XVIII

Um tribunal da relação ou simplesmente relação é um tribunal judicial de segunda instância em Portugal e em outros países de tradição judicial portuguesa. Historicamente, existiram também tribunais da relação nos territórios do antigo Ultramar Português.

## História
O primeiro Tribunal da Relação foi criado em 27 de Julho de 1582 na cidade do Porto, sendo então chamado Relação e Casa do Porto. Este tribunal resultou das reformas judiciais levadas a cabo no reinado de Filipe II, vindo substituir a Casa do Cível que até então funcionava em Lisboa. A sua função era a de receber as apelações das comarcas de Trás-os-Montes, Entre-Douro-e-Minho e Beiras, indo as apelações das restantes comarcas para a Casa da Suplicação em Lisboa.

## Brasil

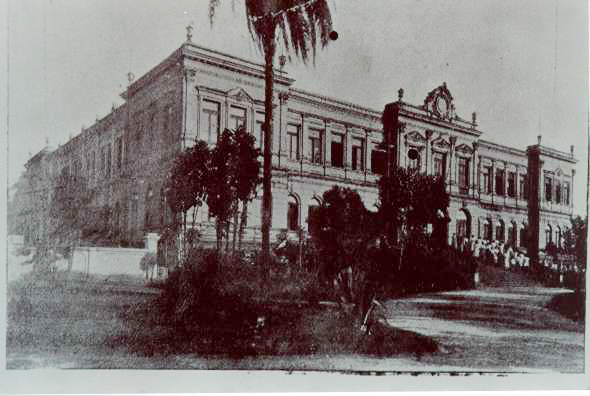
Tribunal da Relação em Belo Horizonte · MG

A Relação da Bahia foi implantada em 7 de março de 1609 como um tribunal de apelação na colônia, à semelhança da Relação de Goa, estabelecida em 1554. O regimento  da Relação da Bahia estabelecia a estrutura, atribuições e procedimentos do tribunal, tendo como modelo de organização a Casa de Suplicação de Lisboa.
Segundo o regimento de 1609, a Relação da Bahia era presidida pelo governador-geral do Brasil, e sua estrutura era composta de dez desembargadores, que desempenhavam as seguintes funções: um chanceler, que serviria também de juiz da Chancelaria e das Três Ordens Militares; três desembargadores de agravos e apelações; um ouvidor-geral das causas cíveis e do crime; um juiz dos feitos da Coroa, Fazenda e Fisco; um procurador da Coroa, Fazenda e Fisco, que serviria igualmente de promotor de justiça; um provedor dos defuntos e resíduos; e dois desembargadores extravagantes, além de outros oficiais. Nos casos estabelecidos pelo regimento, caberia a interposição de agravos e apelações somente à Casa de Suplicação de Lisboa.
A Relação da Bahia funcionou como o único tribunal superior da colônia até que,  em 1751,  foi criada a Relação do Rio de Janeiro, cujo regimento foi instituído em  13 de outubro daquele ano. O novo tribunal de relação destinava-se a atender às causas e requerimentos "dos povos da parte sul do estado do Brasil", considerando-se que  a Relação da Bahia era muito distante. De fato, a criação da Relação do Rio de Janeiro expressava a transferência do centro do poder econômico - da região nordeste para a região sudeste da colônia - durante o ciclo do ouro e a necessidade da criação de um porto na região.
Assim,  as duas relações passariam a dividir a jurisdição do Brasil, cabendo à Relação da Bahia  a região  nordeste e à Relação do Rio de Janeiro todo o território ao sul da Bahia - compreendendo as comarcas do Rio de Janeiro, São Paulo, Ouro Preto, Rio das Mortes, Sabará, Rio das Velhas, Serro do Frio, Cuiabá, Goiás, Itacazes (Campos dos Goitacases), Ilha de Santa Catarina, Paranaguá e Espírito Santo.
A Relação do Rio de Janeiro era administrada pelo  donatário da capitania e composta pelo chanceler da relação e desembargadores. A partir de 1763, durante o governo do Marquês de Pombal, quando a capital do Brasil  foi transferida, de Salvador para o Rio, a Relação do Rio de Janeiro tornou-se o órgão responsável por julgar os processos de primeira e segunda instância da região sul-sudeste, e o Desembargo do Paço, passava a ser órgão de última instância, com a incumbência de  julgar  processos de toda a colônia. 
A partir de 10 de maio de 1808,  a Relação do Rio de Janeiro passou a  se chamar Casa da Suplicação do Brasil, "para se findarem ali todos os pleitos em última instância", funcionando portanto como  um tribunal superior de justiça. Além dos tribunais de relação da Bahia e do Rio de Janeiro, foram criados os tribunais do Maranhão (instalada em 1812)  e de Pernambuco (1821).
A revolução constitucionalista do Porto, em 1820, e o consequente retorno de Dom João VI a Portugal, em 1821, acentuaram a crise política, que afinal resultariam  na independência política do Brasil. As Cortes Gerais Extraordinárias e Constituintes de Lisboa, encarregadas de elaborar a primeira Constituição portuguesa, adotaram medidas legais que visavam a reforçar a condição colonial do Brasil, o que significava um claro retrocesso político-administrativo para o país, depois de ter sido alçado à condição de Reino Unido a Portugal e Algarves em 1815. Uma dessas medidas  foi a lei de 13 de janeiro de 1822, que extinguiu os tribunais criados no Rio de Janeiro após a vinda da Corte, em 1808. A Casa de Suplicação do Brasil, que desde 1808 funcionava como um tribunal de última instância, seria reduzida à posição de relação provincial, como as da Bahia, Recife e Maranhão, e os recursos e apelações de suas comarcas deveriam ser interpostos em Lisboa.
Após a independência do Brasil, a Constituição de 1824 promoveu novas mudanças no sistema judiciário do país. As relações deveriam ser constituídas nas províncias em que fossem necessárias, devendo julgar as causas em primeira e segunda  instâncias, estando sujeitas a um novo tribunal, o Supremo Tribunal de Justiça, que seria criado em 1828.

Em 18 de setembro de 1828, é  criado o Supremo Tribunal de Justiça (que, após a proclamação da República, seria renomeado Supremo Tribunal Federal) como órgão de última instância, substituindo o Tribunal da Mesa do Desembargo do Paço, Mesa da Consciência e Ordens e a antiga Casa da Suplicação do Brasil. A Relação do Rio de Janeiro voltou a atuar como órgão de primeira e segunda instâncias, assim permanecendo até 1890, já sob o regime republicano, quando foi criada a Corte de Apelação.

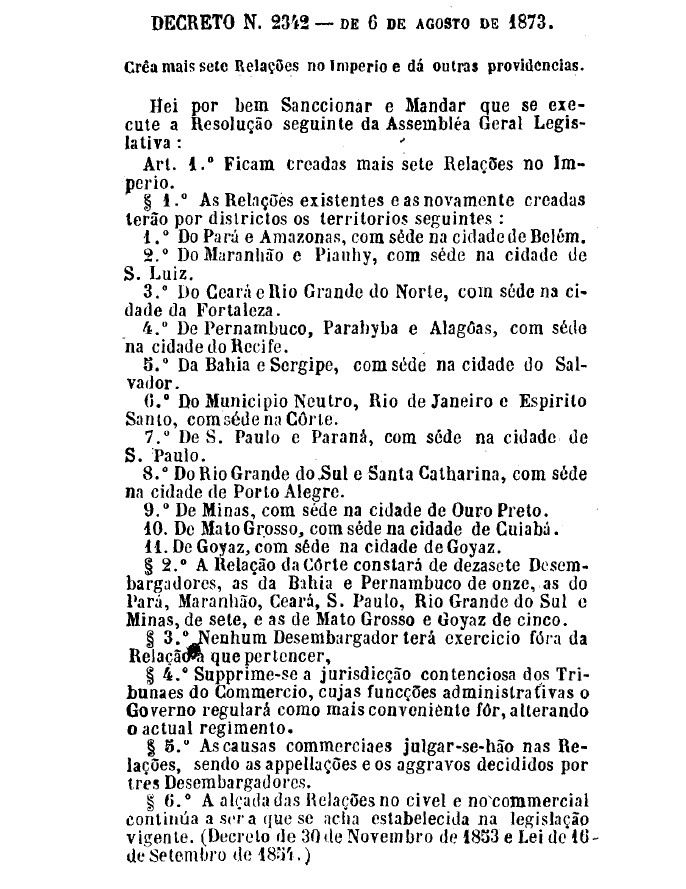
Publicação do Decreto nº 2.342, de 6 de agosto de 1873, que promoveu a reforma das jurisdições das Relações, na Colleccção das Leis do Império do Brasil de 1873.

Em 1873, a Assembleia Geral do Império aprova uma reforma judiciária, por meio do Decreto nº 2.342, de 6 de agosto de 1873, criando sete novas Relações, passando o Brasil a ter onze Tribunais da Relação, com sedes nas cidades de Belém, São Luiz, Fortaleza, Recife, Salvador, São Paulo, Porto Alegre, Ouro Preto, Cuiabá e Goiás, bem como na sede da Corte, no Rio de Janeiro. As novas relações foram instaladas em 3 de fevereiro de 1874. Com a proclamação da República, em 1889, e a promulgação da Constituição de 1891, a competência para estabelecer a Justiça (com exceção de matéria federal) foi transferida a cada unidade da federação no Brasil, sendo criados novos tribunais nos Estados recém criados.
Após a promulgação da Constituição Brasileira de 1934, os tribunais superiores dos Estados passaram a se chamar  'cortes de apelação'. Pela Constituição de 1937, a Corte Suprema do Brasil passou a se chamar Supremo Tribunal Federal, e os tribunais dos Estados passaram a denominar-se não mais 'Cortes de Apelação', mas 'Tribunais de Apelação'. Após a queda do Estado Novo  e a promulgação  da nova Constituição Federal , em 18 de setembro de 1946, os tribunais de apelação passaram a ter a atual denominação  - Tribunais de Justiça.

## Portugal
Em Portugal, existem atualmente os seguintes tribunais da Relação: Évora, Guimarães, Porto, Coimbra e Lisboa. 
Até 2014, cada Relação tinha a jurisdição sobre um determinado distrito judicial, cada qual agrupando vários círculos judiciais. Com o novo mapa judiciário estabelecido em 2014, foram extintos os distritos judiciais, passando as Relações a ter jurisdição sobre agrupamentos de comarcas, os quais não têm designação específica.
Os tribunais da Relação funcionam por plenário ou por secções especializadas, sob a direcção de um presidente. As secções são de matéria cível, matéria criminal ou matéria social. Os juizes das Relações têm o título de "desembargadores".
O Ministério Público é representado junto de cada tribunal da Relação por procuradores-gerais adjuntos.